# Me gustas tú
Me gustas tú is een nummer van de Franse folk groep Manu Chao's tweede album Esperanza uit 2001. Op 14 mei van dat jaar werd het nummer als tweede single van het album uitgebracht.

## Achtergrond
Me gustas tú betekent Ik vind je leuk. Het is een van de populairste singles van Manu Chao. De tekst is simpel doch pakkend en bestaat uit Spaanse en Franse zinnen. 
De plaat werd een hit in de Verenigde Staten en een groot deel van Europa. In de Verenigde Staten bereikte de single de 27e positie van de Billboard Hot 100; "Latin Pop Airplay". In Italië en Spanje werd zelfs de nummer 1-positie bereikt, in thuisland Frankrijk en in Roemenië de 2e positie, Portugal de 3e, Zwitserland de 11e, Oostenrijk de 29e en Zweden de 51e positie. 
In Nederland werd de single destijds veel gedraaid op de landelijke radiozenders en werd een radiohit. De single bereikte de 28e positie in de Nederlandse Top 40 op Radio 538 en de 35e positie in de publieke hitlijst Mega Top 100 op Radio 3FM.
In België bereikte de single de 3e positie in de Vlaamse Radio 2 Top 30 en de 11e positie in de Vlaamse Ultratop 50. In de Waalse Ultratop 50 werd de 8e positie bereikt.
Sinds de editie van december 2009 staat de single genoteerd in de jaarlijkse NPO Radio 2 Top 2000 van de Nederlandse publieke radiozender NPO Radio 2, met als hoogste notering een 966e positie in 2013.

## NPO Radio 2 Top 2000
| Nummer met noteringen in de NPO Radio 2 Top 2000 | '07  | '08 | '09  | '10  | '11  | '12  | '13 | '14  | '15  | '16  | '17  | '18  | '19  | '20  | '21  | '22  | '23  | '24  |
| ------------------------------------------------ | ---- | --- | ---- | ---- | ---- | ---- | --- | ---- | ---- | ---- | ---- | ---- | ---- | ---- | ---- | ---- | ---- | ---- |
| Me gustas tú                                     | 1636 | -   | 1407 | 1259 | 1142 | 1157 | 966 | 1166 | 1104 | 1078 | 1161 | 1617 | 1767 | 1616 | 1681 | 1550 | 1277 | 1408 |

1. ↑  Een '-' betekent dat het nummer niet was genoteerd en een vetgedrukt getal geeft de hoogste notering aan.
2. ↑  2007 was het eerste jaar met een notering voor dit nummer.